# Saussurea czichaczevii
Saussurea czichaczevii là một loài thực vật có hoa trong họ Cúc. Loài này được Maneev & Krasnob. miêu tả khoa học đầu tiên năm 1985.